# Axioma de elección numerable

Cada conjunto en la secuencia numerable de conjuntos (S_{i}) = S_{1}, S_{2}, S_{3}, ... contiene un número de elementos no nulo, y posiblemente infinito (o incluso un infinito no numerable). El axioma de elección numerable permite elegir arbitrariamente un único elemento de cada conjunto, formando una secuencia de elementos (x_{i}) = x_{1}, x_{2}, x_{3}, ...

El axioma de elección numerable o axioma de elección contable, denotado ACω, es un axioma de teoría de conjuntos que afirma que toda colección numerable de conjuntos no vacíos debe tener una función de elección. Esto es, dada una función A con dominio N (donde N denota el conjunto de los números naturales) tal que A(n) es un conjunto no vacío para todo n ∈ N, entonces existe una función f con dominio N tal que f(n) ∈ A(n) para todo n ∈ N.
El axioma de elección numerable (ACω) es estrictamente más débil que el axioma de elección dependiente (DC), (Jech, 1973) que a su vez es más débil que el axioma de elección (AC). Paul Cohen demostró que el ACω, no se puede probar en la teoría de conjuntos de Zermelo-Fraenkel (ZF) sin el axioma de elección (Potter, 2004). ACω se cumple en el modelo de Solovay.
ZF + ACω es suficiente para probar que la unión de una cantidad numerable de conjuntos numerables es numerable. También es suficiente para probar que todo conjunto infinito es infinito-Dedekind (equivalentemente, que tiene un subconjunto infinito numerable).
ACω es particularmente útil para el desarrollo del análisis, donde muchos resultados dependen de tener una función de elección para una colección numerable de conjuntos de números reales. Por ejemplo, para probar que todo punto de acumulación x de un conjunto S ⊆ R es el límite de una sucesión de elementos de S \ {x}, se necesita una forma débil del axioma de elección numerable. Al formularse para puntos de acumulación de espacios métricos arbitrarios, esta afirmación es equivalente al ACω. Se pueden encontrar otras afirmaciones equivalentes a ACω en los trabajos de Herrlich (1997) y Howard y Rubin (1998).
Un error habitual es pensar que la elección numerable tiene una naturaleza inductiva y se puede por tanto probar como un teorema (en ZF, o incluso en sistemas más débiles) por inducción. Sin embargo, no es el caso; este error es el resultado de confundir elección numerable con elección finita para un conjunto finito de tamaño n (para n arbitrario), y es este último resultado (que es un teorema elemental en combinatoria) el que se puede probar por inducción. Sin embargo, se puede probar que algunos conjuntos infinitos numerables de conjuntos no vacíos tienen una función de elección en ZF sin ninguna forma del axioma de elección. Estos incluyen Vω− {Ø} y el conjunto de intervalos abiertos propios y acotados de números naturales con extremos racionales.

## Uso
Como ejemplo de aplicación de ACω, se muestra una prueba (partiendo de ZF + ACω) de que todo conjunto infinito es infinito-Dedekind:
Sea X un conjunto infinito. Para cada número natural n, sea An el conjunto de todos los subconjuntos de X de 2n elementos. Dado que X es infinito, cada An es no vacío. Una primera aplicación de  ACω lleva a una sucesión (Bn : n = 0,1,2,3,...) donde cada Bn es un subconjunto de X con 2n elementos.
Los conjuntos Bn no son necesariamente disjuntos, pero se puede definir
C0 = B0
Cn = la diferencia de  Bn y la unión de todos los Cj, j < n.
Claramente, cada conjunto Cn tiene al menos 1 y como mucho 2n elementos, y los conjuntos Cn son disjuntos dos a dos. Una segunda aplicación de  ACω lleva a una sucesión (cn: n = 0,1,2,...) con cn ∈ Cn.
Luego los cn son todos diferentes, y por tanto X contiene un conjunto numerable. La función que lleva cada cn a cn+1 (y deja el resto de elementos de X fijos) es una aplicación inyectiva de X en X que no es suprayectiva, probando que X es infinito-Dedekind.